# Ochropleura fasciolata
Ochropleura fasciolata är en fjärilsart som beskrevs av Heinrich 1917. Ochropleura fasciolata ingår i släktet Ochropleura och familjen nattflyn. Inga underarter finns listade i Catalogue of Life.